# Drepanophiletis
Drepanophiletis là một chi bướm đêm thuộc họ Erebidae.